# Брахім Діас
Брахім Абделькадер Діас (ісп. Brahim Abdelkader Díaz, нар. 3 серпня 1999, Малага) — іспанський і марокканський футболіст, правий вінгер клубу «Реал Мадрид» і збірної Марокко.

## Клубна кар'єра
Народився 3 серпня 1999 року в місті Малага. Його мати іспанка, батько має марокканське коріння. Вихованець клубу «Малага» зі свого рідного міста. У 2013 році англійський «Манчестер Сіті» викупив трансфер гравця за 200 тис. фунтів і наступні три роки юніор провів у академії англійського клубу.
21 вересня 2016 року в матчі Кубка англійської ліги проти «Свонсі Сіті» він дебютував за основний склад, замінивши у другому таймі Келечі Іхеаначо. 21 листопада 2017 року в матчі Ліги чемпіонів проти нідерландського «Феєнорда» Брахім дебютував на міжнародній клубній арені. 20 січня 2018 року в матчі проти «Ньюкасл Юнайтед» він дебютував у англійській Прем'єр-лізі. У своєму дебютному сезоні Діас став чемпіоном Англії, а також виграв Кубок англійської ліги. Після цього 5 серпня 2018 року на «Вемблі» вийшов на заміну на 75 хвилині замість Філа Фодена в матчі Суперкубка Англії проти «Челсі» (2:0) і допоміг своєму клубу здобути трофей.
За півроку до завершення контракту з «Сіті» 6 січня 2019 року за 15,5 мільйонів фунтів стерлінгів перейшов до мадридського «Реала». У складі «вершкових» юний вінгер був гравцем ротації. Зокрема у тріумфальному для команди сезоні Ла-Ліги 2019/20 виходив на поле лише у 6 матчах.
31 серпня 2020 року було оголошено про перехід гравця до італійського «Мілана» на умовах оренди до кінця сезону. У своїй другій грі в Серії A 27 вересня 2020 року відкрив лік голам, забитим за міланську команду. 19 липня 2021 року «Мілан» продовжив оренду Брахіма Діаса ще на два сезони з опцією викупу. Загалом за три сезони в Італії взяв участь у 124 іграх червоно-чорних в усіх турнірах.
На сезон 2023/24 був знову заявлений за «Реал».

## Виступи за збірні
2016 року дебютував у складі юнацької збірної Іспанії і того ж року завоював срібні медалі юнацького чемпіонату Європи серед гравців до 17 років у Азербайджані. На турнірі він зіграв у всіх шести матчах, а у поєдинках проти італійців, німців і португальців Брахім забив по голу. Всього взяв участь у 16 іграх на юнацькому рівні, відзначившись 4 забитими голами.
2017 року дебютував у складі молодіжної збірної Іспанії. Загалом провів у її складі вісім матчів, зокрема три гри молодіжного Євро-2021.
Того ж 2021 року взяв участь у своєму першому матчі за національну збірну Іспанії, в якому відзначився голом у ворота збірної Литви.
У березні 2024 року вирішив виступати за збірну Марокко. 13 березня 2024 року вперше викликаний до збірної Марокко головним тренером Валідом Реграгі для участі в товариських матчах проти збірних Анголи і Мавританії. 22 березня в поєдинку з Анголою дебютував за збірну Марокко, вийшовши в стартовому складі.

## Статистика виступів

### Статистика клубних виступів
Станом на 2 вересня 2023
| Сезон                      | Команда                    | Чемпіонат                  | Чемпіонат | Чемпіонат | Національний кубок | Національний кубок | Національний кубок | Континентальні кубки | Континентальні кубки | Континентальні кубки | Інші змагання | Інші змагання | Інші змагання | Усього | Усього |
| Сезон                      | Команда                    | Ліга                       | Ігор      | Голів     | Ліга               | Ігор               | Голів              | Ліга                 | Ігор                 | Голів                | Ліга          | Ігор          | Голів         | Ігор   | Голів  |
| -------------------------- | -------------------------- | -------------------------- | --------- | --------- | ------------------ | ------------------ | ------------------ | -------------------- | -------------------- | -------------------- | ------------- | ------------- | ------------- | ------ | ------ |
| 2016–17                    | «Манчестер Сіті»           | ПЛ                         | 0         | 0         | КА+КЛ              | 0+1                | 0                  | ЛЧ                   | 0                    | 0                    | -             | -             | -             | 1      | 0      |
| 2017–18                    | «Манчестер Сіті»           | ПЛ                         | 5         | 0         | КА+КЛ              | 1+1                | 0                  | ЛЧ                   | 3                    | 0                    | -             | -             | -             | 10     | 0      |
| 2018-січ. 2019             | «Манчестер Сіті»           | ПЛ                         | 0         | 0         | КА+КЛ              | 0+3                | 0+2                | ЛЧ                   | 0                    | 0                    | СА            | 1             | 0             | 4      | 2      |
| Усього за «Манчестер Сіті» | Усього за «Манчестер Сіті» | Усього за «Манчестер Сіті» | 5         | 0         |                    | 6                  | 2                  |                      | 3                    | 0                    |               | 1             | 0             | 15     | 2      |
| січ.-черв. 2019            | «Реал Мадрид»              | ПД                         | 9         | 1         | КІ                 | 2                  | 0                  | ЛЧ                   | 0                    | 0                    | -             | -             | -             | 11     | 1      |
| 2019–20                    | «Реал Мадрид»              | ПД                         | 6         | 0         | КІ                 | 3                  | 1                  | ЛЧ                   | 1                    | 0                    | СІ            | 0             | 0             | 10     | 1      |
| 2020–21                    | «Мілан»                    | A                          | 27        | 4         | КІ                 | 2                  | 0                  | ЛЄ                   | 10                   | 3                    | -             | -             | -             | 39     | 7      |
| 2021–22                    | «Мілан»                    | A                          | 31        | 3         | КІ                 | 4                  | 0                  | ЛЧ                   | 5                    | 1                    | -             | -             | -             | 40     | 4      |
| 2022–23                    | «Мілан»                    | A                          | 33        | 6         | КІ                 | 1                  | 0                  | ЛЧ                   | 10                   | 1                    | СІ            | 1             | 0             | 45     | 7      |
| Усього за «Мілан»          | Усього за «Мілан»          | Усього за «Мілан»          | 91        | 13        |                    | 7                  | 0                  |                      | 25                   | 5                    |               | 1             | 0             | 124    | 18     |
| 2023–24                    | «Реал Мадрид»              | ПД                         | 2         | 0         | КІ                 | 0                  | 0                  | ЛЧ                   | 0                    | 0                    | СІ            | 0             | 0             | 2      | 0      |
| Усього за «Реал Мадрид»    | Усього за «Реал Мадрид»    | Усього за «Реал Мадрид»    | 17        | 1         |                    | 5                  | 1                  |                      | 1                    | 0                    |               | 0             | 0             | 23     | 2      |
| Усього за кар'єру          | Усього за кар'єру          | Усього за кар'єру          | 113       | 14        |                    | 18                 | 3                  |                      | 29                   | 5                    |               | 2             | 0             | 162    | 22     |

### Статистика виступів за збірну
Станом на 2 вересня 2023
| Дата     | Місто   | Господарі | Результат | Гості | Турнір           | Голи | Примітки |
| -------- | ------- | --------- | --------- | ----- | ---------------- | ---- | -------- |
| 8-6-2021 | Леганес | Іспанія   | 4 – 0     | Литва | товариський матч | 1    |          |
| Усього   |         | Матчів    | 1         |       | Голів            | 1    |          |

| Дата       | Місто        | Господарі         | Результат  | Гості             | Турнір                             | Голи | Примітки |
| ---------- | ------------ | ----------------- | ---------- | ----------------- | ---------------------------------- | ---- | -------- |
| 1-9-2017   | Толедо       | Іспанія           | 3 – 0      | Італія            | Товариський матч                   | -    | 85'      |
| 8-10-2020  | Торсгавн     | Фарерські острови | 0 – 2      | Іспанія           | Кваліфікація молодіжного Євро-2021 | 2    | 46'      |
| 13-10-2020 | Алькоркон    | Іспанія           | 3 – 0      | Казахстан         | Кваліфікація молодіжного Євро-2021 | -    |          |
| 12-11-2020 | Марбелья     | Іспанія           | 2 – 0      | Фарерські острови | Кваліфікація молодіжного Євро-2021 | -    | 46'      |
| 17-11-2020 | Марбелья     | Іспанія           | 3 – 0      | Ізраїль           | Кваліфікація молодіжного Євро-2021 | -    | 58'      |
| 24-3-2021  | Марибор      | Словенія          | 0 – 3      | Іспанія           | Молодіжне Євро-2021 - 1-й етап     | -    | 84'      |
| 31-5-2021  | Целє (місто) | Іспанія           | 2 – 1 д.ч. | Хорватія          | Молодіжне Євро-2021 - чвертьфінал  | -    | 83'      |
| 2-6-2021   | Целє (місто) | Іспанія           | 0 – 1      | Португалія        | Молодіжне Євро-2021 - півфінал     | -    | 57' 66'  |
| Усього     |              | Матчів            | 8          |                   | Голів                              | 2    |          |

## Титули і досягнення
«Манчестер Сіті»
- Чемпіон Англії: 2017/18
- Володар Кубка англійської ліги: 2017/18
- Володар Суперкубка Англії: 2018

«Реал Мадрид»
- Володар Суперкубка Іспанії (2): 2019, 2023
- «Чемпіон Іспанії (2): 2019/20, 2023/24
- Переможець Ліги Чемпіонів УЄФА: 2023/24
- Міжконтинентальний кубок ФІФА (1): 2024

«Мілан»
- Чемпіон Італії: 2021/22